# Igo-1-C
Igo-1-C – japońska bomba kierowana z napędem rakietowym z okresu II wojny światowej.

## Historia
Rakieta została zaprojektowana w Uniwersytecie Tokijskim. Broń miała być naprowadzana na okręty nieprzyjaciela przez jej własne czujniki wykrywające fale uderzeniowe ze strzałów dział okrętowych. Testy rakiety przeprowadzone na wiosnę 1945 były bardzo obiecujące, ale nie rozpoczęto jej produkcji przed końcem wojny.